# Luisa Elisabetta di Borbone-Condé
Luisa Elisabetta di Borbone (Versailles, 22 novembre 1693 – Parigi, 27 maggio 1775) fu Principessa di Conti dal 1713 al 1727, contessa di Sancerre dal 1740 al 1775.

## Biografia
Figlia del principe Luigi III di Borbone-Condé e della principessa Luisa Francesca di Borbone, sposò il 9 luglio 1713 il principe di Conti Luigi Armando II (1695 – 1727).
Donna molto bella, di carattere dolce ed allegro, si trovò a curare il marito colpito da vaiolo nell'agosto 1716 e rimase coraggiosamente con lui fino alla sua completa guarigione. Per sua sfortuna tuttavia, il marito non ricambiò tanta generosità: egli era tutt'altro che fedele alla consorte e, ciononostante, ne era gelosissimo, di una gelosia cattiva e violenta.
La principessa non tardò pertanto ad accettare la corte di un uomo di bel portamento, il marchese de La Fare, futuro maresciallo di Francia, che divenne suo amante.
Il Conti, folle di gelosia, si mise a picchiarla e per ben due volte si dovette chiamare il medico tali erano state le percosse. Luisa Elisabetta finì col fuggire rifugiandosi a casa della madre prima ed in un convento poi, mentre il principe di Conti si rivolse al parlamento di Parigi per tentare di recuperare la moglie. Elisabetta rientrò sotto il tetto coniugale nel 1725 ed il marito la rinchiuse subito nel castello de L'Isle-Adam, ove andò anch'egli ad abitare. Il principe tuttavia soffriva di una congestione polmonare ed Elisabetta lo convinse a rientrare a Parigi. Qui il 4 maggio 1727, Luigi Armando II di Borbone-Condé morì.
Nel 1732 Elisabetta diede in sposo il figlio Luigi Francesco alla cugina Luisa Diana d'Orléans (1716 –1736), detta Mademoiselle de Chartres, il che portò alla riconciliazione i rami cadetti delle due famiglie di sangue reale, rivali fin dalla morte di Luigi XIV.
Nel 1746 accettò di presentare ufficialmente alla corte la marchesa di Pompadour, per la qual cosa re Luigi XV le regalò una somma pari all'ammontare dei di lei debiti.

## Figli
Luigi Armando II di Borbone-Conti ed Elisabetta ebbero cinque figli, ma due soli sopravvissero fino alla maggioranza d'età:
- Luigi (1715 – 1717); deceduto a 2 anni.
- Luigi Francesco (1717 – 1776), successore nel titolo del casato.
- Luigi Armando (1720 – 1722); deceduto a 2 anni.
- Carlo (1722 – 1730); deceduto a 8 anni.
- Luisa Enrichetta (1726 – 1759), che sposò Luigi Filippo I, duca d'Orléans (1725 – 1785).

## Antenati
|                                    |                       |                                      | Genitori                               |  |  | Nonni |  |  | Bisnonni         |  |  | Trisnonni                  |  |
|                                    |                       |                                      |                                        |  |  |       |  |  | Luigi di Borbone |  |  | Enrico II di Borbone-Condé |  |
|                                    |                       |                                      |                                        |  |  |       |  |  | Luigi di Borbone |  |  | Enrico II di Borbone-Condé |  |
|                                    |                       | Carlotta Margherita di Montmorency   |                                        |  |  |       |  |  | Luigi di Borbone |  |  |                            |  |
| Enrico III Giulio di Borbone-Condé |                       |                                      |                                        |  |  |       |  |  | Luigi di Borbone |  |  |                            |  |
|                                    |                       | Claire-Clémence de Maillé            | Urbain de Maillé                       |  |  |       |  |  |                  |  |  |                            |  |
|                                    |                       | Claire-Clémence de Maillé            | Urbain de Maillé                       |  |  |       |  |  |                  |  |  |                            |  |
|                                    |                       | Claire-Clémence de Maillé            | Nicole du Plessis de Richelieu         |  |  |       |  |  |                  |  |  |                            |  |
| Luigi III di Borbone-Condé         |                       | Claire-Clémence de Maillé            |                                        |  |  |       |  |  |                  |  |  |                            |  |
|                                    |                       | Edoardo del Palatinato               | Federico V Elettore Palatino           |  |  |       |  |  |                  |  |  |                            |  |
|                                    |                       | Edoardo del Palatinato               | Federico V Elettore Palatino           |  |  |       |  |  |                  |  |  |                            |  |
|                                    |                       | Edoardo del Palatinato               | Elisabetta Stuart                      |  |  |       |  |  |                  |  |  |                            |  |
| Anna Enrichetta del Palatinato     |                       | Edoardo del Palatinato               |                                        |  |  |       |  |  |                  |  |  |                            |  |
|                                    |                       | Anna Maria Gonzaga                   | Carlo Gonzaga                          |  |  |       |  |  |                  |  |  |                            |  |
|                                    |                       | Anna Maria Gonzaga                   | Carlo Gonzaga                          |  |  |       |  |  |                  |  |  |                            |  |
|                                    |                       | Anna Maria Gonzaga                   | Caterina di Lorena                     |  |  |       |  |  |                  |  |  |                            |  |
| Luisa Elisabetta di Borbone-Condé  |                       | Anna Maria Gonzaga                   |                                        |  |  |       |  |  |                  |  |  |                            |  |
|                                    | Luigi XIII di Francia | Enrico IV di Francia                 |                                        |  |  |       |  |  |                  |  |  |                            |  |
|                                    | Luigi XIII di Francia | Enrico IV di Francia                 |                                        |  |  |       |  |  |                  |  |  |                            |  |
|                                    | Luigi XIII di Francia | Maria de' Medici                     |                                        |  |  |       |  |  |                  |  |  |                            |  |
| Luigi XIV di Francia               | Luigi XIII di Francia |                                      |                                        |  |  |       |  |  |                  |  |  |                            |  |
|                                    |                       | Anna d'Asburgo                       | Filippo III di Spagna                  |  |  |       |  |  |                  |  |  |                            |  |
|                                    |                       | Anna d'Asburgo                       | Filippo III di Spagna                  |  |  |       |  |  |                  |  |  |                            |  |
|                                    |                       | Anna d'Asburgo                       | Margherita d'Austria-Stiria            |  |  |       |  |  |                  |  |  |                            |  |
| Luisa Francesca di Borbone-Francia |                       | Anna d'Asburgo                       |                                        |  |  |       |  |  |                  |  |  |                            |  |
|                                    |                       | Gabriel de Rochechouart de Mortemart | René de Rochechouart de Mortemart      |  |  |       |  |  |                  |  |  |                            |  |
|                                    |                       | Gabriel de Rochechouart de Mortemart | René de Rochechouart de Mortemart      |  |  |       |  |  |                  |  |  |                            |  |
|                                    |                       | Gabriel de Rochechouart de Mortemart | Jeanne de Saulx de Tavannes            |  |  |       |  |  |                  |  |  |                            |  |
| Françoise-Athénaïs di Montespan    |                       | Gabriel de Rochechouart de Mortemart |                                        |  |  |       |  |  |                  |  |  |                            |  |
|                                    |                       | Diane de Grandseigne                 | Jean de Grandseigne                    |  |  |       |  |  |                  |  |  |                            |  |
|                                    |                       | Diane de Grandseigne                 | Jean de Grandseigne                    |  |  |       |  |  |                  |  |  |                            |  |
|                                    |                       | Diane de Grandseigne                 | Catherine de La Béraudière de Villenon |  |  |       |  |  |                  |  |  |                            |  |
|                                    |                       | Diane de Grandseigne                 |                                        |  |  |       |  |  |                  |  |  |                            |  |